# Herlev Eagles
Herlev Eagles er en dansk ishockeyklub fra Herlev som spiller i den bedste danske række, Superisligaen. Den er eliteafdeling for amatørklubben Herlev Ishockey Klub. Indtil sæsonen 2005-2006 hed klubben Herlev Eagles og senere Hornets. Klubben har vundet det danske mesterskab én gang, i 1984. Holdet trænes af Johan Marklund[kilde mangler] mens Erik Vikström[kilde mangler] er assistenttræner.
Herlev Ishockey Klub blev oprindeligt grundlagt i 1968 af Torben With, Jørgen Raae og Poul Andersen. Klubben startede med at låne træningstid i Rødovre Skøjtehal, indtil man i 1977 fik sin egen skøjtehal. Torben, der havde boet i Toronto i Canada i seks år, vendte hjem i 1964 (efter at have oplevet "sit hold" vinde Stanley Cup) og var bidt af den nordamerikanske nationalsport. Torben gik ind i Rødovre Skøjte & Ishockey Klubs bestyrelse, men efter en årrække besluttede han og svogeren Jørgen sammen med Poul Andersen at arbejde for en ishockeyklub i Herlev. 
Efter nogle år ved roret kom der nye kræfter til, og de to aktive spillere Dion "Skipper" Christiansen og Bjarne Christiansens faderlige ophav – Hjalmar Christiansen – overtog formandsposten efter Torben With. Det var således under Christiansen at klubben blev mestre i 1984 med den legendariske træner Richard David ved roret og godt hjulpet af duoen Frank Barth og Dana Barbin.
I de seneste sæsoner har Herlev været isoleret i den nederste del af tabellen, og det fik holdet til før sæsonen 07/08 at melde ud, at man ville satse på langsigtet udvikling af talenter i stedet for at gå efter indkøb af udlændinge for en højere placering.
I sæsonen 2011-12 kom der igen eliteishockey til Herlev, da der blev stiftet et privat selskab, der skabte det hold, der i dag er kendt under navnet Herlev Eagles og bl.a. havde Kim Staal på holdet. 
Sideløbende har Herlev Ishockey Klub under navnet Herlev Hornets drevet amatørklubben, som er den del der låner sin licens ud til Elitehockey Aps. Herlev Hornets spiller i dag i alle rækker i den danske turnering fra U7 til 1. division, hvor Eagles også henter sine unge spiller fra.